# NB-11 Crvena zvijezda
NB-11 Crvena zvijezda bio je naoružani brod u sastavu mornarice NOVJ. Zarobljen je 27. travnja 1944. u uvali Svetog Nikole na Olibu. Prije toga je služio kao njemački naoružani brod Anton.
Potopljen je 1. travnja 1945. kada je na putu za Istru naišao na morsku minu.